# Immortal Cities: Kinder des Nils
Immortal Cities: Kinder des Nils ist ein Aufbauspiel, das im Jahr 2004 von der Firma Tilted Mill Entertainment in den USA herausgebracht wurde. In Europa erschien das Spiel im Februar 2005. Das Spielprinzip lehnt an das vorhergegangene Spiel Pharao und an die Caesar-Serie an.

## Spielprinzip
Aus der Vogelperspektive kontrolliert der Spieler in der Rolle des Pharao den Aufbau einer Siedlung, dies erstmals in dreidimensionaler Grafik. Schauplatz des Spiels ist, wie schon in Pharao, das alte Ägypten. Der Spieler konzipiert und konstruiert riesige Städte, errichtet gewaltige Monumente (unter anderem auch seine eigene Grabstätte) und sorgt sich um die Bedürfnisse seines Volks, das lebensnah simulierte Verhaltensmuster aufweist.

## Veröffentlichungen
Im Juli 2008 veröffentlichte Tilted Mill eine verbesserte Version namens Children of the Nile: Enhanced Edition. Ebenfalls 2008 veröffentlichte das Unternehmen eine Erweiterung namens Children of the Nile: Alexandria.

## Rezeption
Die langen Produktionsketten der Vorgänger wurden laut 4Players sinnvoll reduziert. Das Spiel sei dadurch zugänglicher für Einsteiger, bleibe aber trotzdem komplex genug, um für Veteranen interessant zu bleiben. Für PC Games sei die 3D-Grafik zeitgemäßer. Animationen seien detailverliebt und die Nachbildung antiker Gebäude originalgetreu. Negativ sei, dass Kämpfe außerhalb der Karte nur indirekt stattfänden. Die Kampagne sei laut Gameswelt sehr lang, wobei sich einige Missionen sehr ähnlich spielen. Ein Mehrspielermodus fehle.